# Mohammad Ali Foroughi
Mohammad Ali Foroughi (persiska: محمدعلی فروغی;), född i augusti 1877 i Teheran, Iran, död 27 november 1942 i Teheran, även känd som Zoka-ol-Molk (persiska: ذُکاءُالمُلک), var en iransk författare, ämbetsman, diplomat och politiker som tjänstgjorde tre gånger som Irans premiärminister. Han skrev flera verk inom västerländsk filosofi och iransk historia. Han är också känd för att ha grundat Akademien för persiskt språk och litteratur.

## Karriär

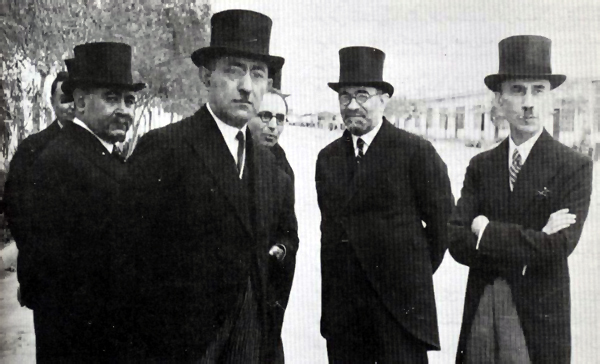
Foroughi tillsammans med Ali Mansur, Mostafa Gholibayat, Ali-Akbar Davar och Mahmoud Jam.

Mohammad Ali Foroughis far Mohammad Hosein Khan Foroughi tillhörde en köpmannasläkt från Isfahan och verkade som översättare i arabiska och i franska åt den qajariske kungen. Den yngre Foroughi studerade vid Dar ol-Fonuns polytekniska högskola i Teheran. Vid faderns död 1907 ärvde han dennes titel Zoka-ol-Molk.
Foroughi påbörjade sin politiska karriär som parlamentsledamot 1909 och blev sedan talman i parlamentet (majles) och minister i flera regeringar. Han tjänade som  premiärminister tre gånger under shaherna Reza Pahlavi och Mohammad Reza Pahlavi: 1926-26, 1933-35 och 1941-42. 
Foroughi var som premiärminister avgörande för att Mohammad Reza Pahlavi utropades till shah efter att hans far, Reza Shah, tvingats abdikera den 16 september 1941 i samband med de allierades invasion av Iran.

## Filosofins utveckling i Europa
Foroughis viktigaste bidrag till filosofin är hans triplett, Filosofins utveckling i Europa (Seyr-e hekmat dar orupā), där han redogör för europeiska filosofers verk, från försokraterna i Grekland till Henri Bergson, på 1900-talet.

## Bidrag inom persisk litteratur
Foroughi skrev flera verk inom persisk litteratur och gav också ut egna kritiska editioner av klassiska persiska litterära verk, framför allt av Sadi, Hafez, Khayyam och Ferdousi. Han skrev även en egen divan.
Hans bidrag inom litteraturen omfattade också hans grundade av Akademien för persiskt språk och litteratur och verksamhet som dess förste preses.

## Verk
- The History of Iran
- The History of the Ancient Peoples of The East
- A Short History of Ancient Rome
- Constitutional Etiquette
- A Concise Course in Physics
- The Philosophy of Socrates
- The Evolution of Philosophy in Europe
- The Rules of Oratory or The Technique of Speech Making
- On the Shahnameh